# Hypothalassia armata
Hypothalassia armata is een krabbensoort uit de familie van de Hypothalassiidae. De wetenschappelijke naam van de soort is voor het eerst geldig gepubliceerd in 1835 door De Haan.